# Pseudomimetis sylvatica
Pseudomimetis sylvatica är en fjärilsart som beskrevs av Turner 1922. Pseudomimetis sylvatica ingår i släktet Pseudomimetis och familjen mätare. Inga underarter finns listade.